# Kanton Castagniccia
Castagniccia is een kanton van het Franse departement Haute-Corse. Het kanton maakt deel uit van het arrondissement Corte. In 2021 telde het 10.465 inwoners.

Het kanton werd gevormd ingevolge het decreet van 26 februari 2014 , met uitwerking op 22 maart 2015, met San-Nicolao als hoofdplaats.

## Gemeenten
Het kanton omvat volgende 37 gemeenten:
- Campana
- Canale-di-Verde
- Carcheto-Brustico
- Carpineto
- Cervione
- Chiatra
- Felce
- Monacia-d'Orezza
- Nocario
- Novale
- Ortale
- Parata
- Perelli
- Piazzali
- Piazzole
- Piedicroce
- Piedipartino
- Pie-d'Orezza
- Pietra-di-Verde
- Pietricaggio
- Piobetta
- Poggio-Mezzana
- Rapaggio
- Stazzona (Corsica)
- San-Giovanni-di-Moriani
- San-Giuliano
- San-Nicolao
- Sant'Andréa-di-Cotone
- Santa-Lucia-di-Moriani
- Santa-Maria-Poggio
- Santa-Reparata-di-Moriani
- Tarrano
- Valle-d'Alesani
- Valle-di-Campoloro
- Valle-d'Orezza
- Velone-Orneto
- Verdèse